# Quá lớn để sụp đổ

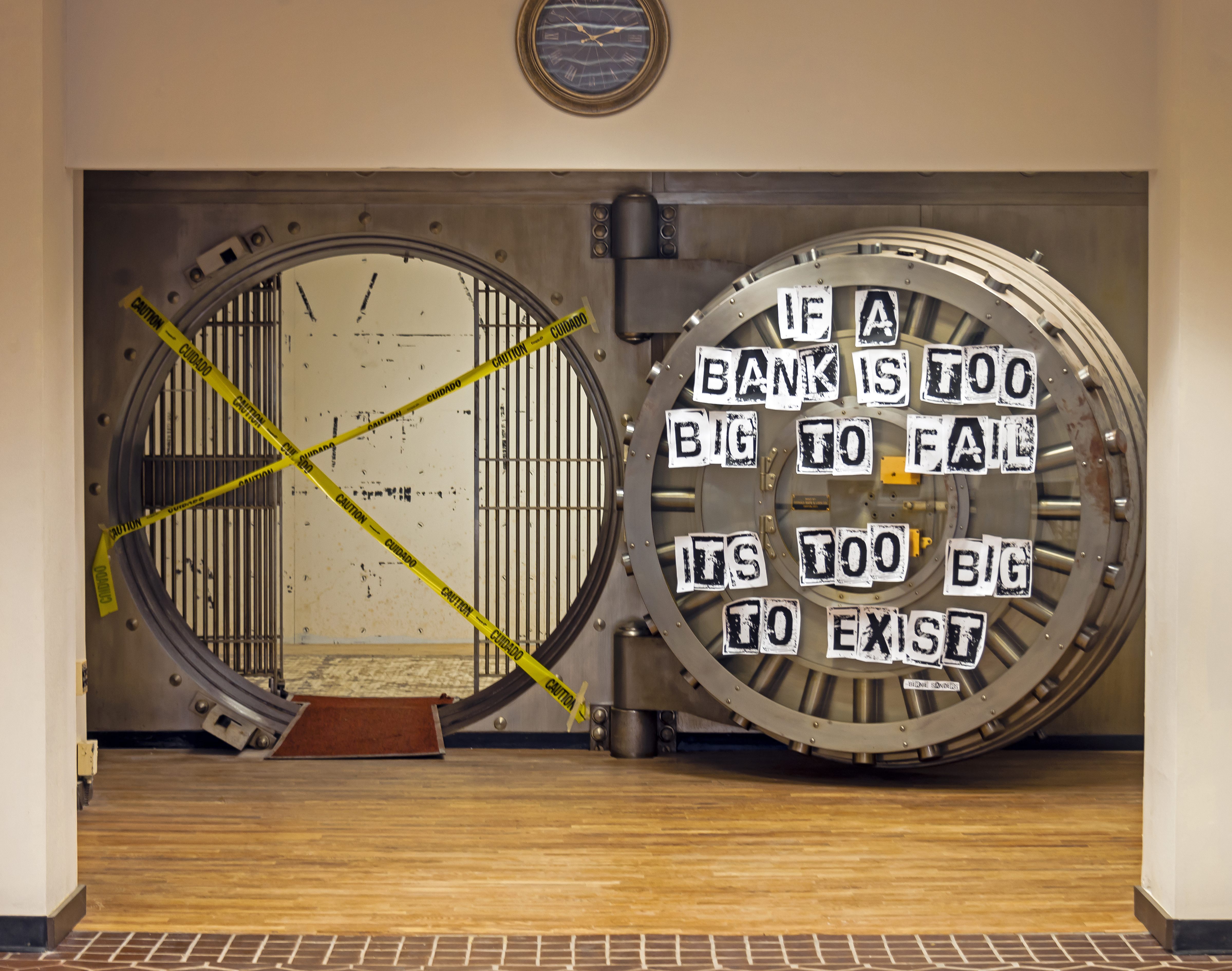
alt = Một lỗ mở lớn bằng kim loại hình tròn đặt trên giường kim loại trong một bức tường màu be bên dưới một chiếc đồng hồ treo tường màu bạc trang trí công phu đọc 10:12. Hai dòng chữ tiếng Anh và tiếng Tây Ban Nha. Bên trái của nó là một cánh cửa mở nặng nề với các hoạt động kim loại đằng sau một tấm kính; các mảnh giấy với các chữ cái riêng lẻ được dán vào đó thành câu "Nếu một ngân hàng quá lớn để sụp đổ, thì nó quá lớn để tồn tại"

Lý thuyết "quá lớn để sụp đổ" khẳng định rằng một số tập đoàn nhất định, đặc biệt là các tổ chức tài chính, quá lớn và liên kết với nhau đến nỗi thất bại của họ sẽ là thảm họa đối với hệ thống kinh tế lớn hơn và do đó họ phải được chính phủ hỗ trợ khi họ gặp phải thất bại tiềm tàng. Thuật ngữ thông tục "quá lớn để thất bại" đã được phổ biến bởi Nghị sĩ Hoa Kỳ Stewart McKinney trong phiên điều trần của Quốc hội năm 1984, thảo luận về sự can thiệp của Tập đoàn Bảo hiểm Tiền gửi Liên bang với Continental Illinois. Thuật ngữ này trước đây đôi khi được sử dụng trên báo chí.
Những người ủng hộ lý thuyết này tin rằng một số tổ chức rất quan trọng đến mức họ nên trở thành người nhận các chính sách tài chính và kinh tế có lợi từ chính phủ hoặc ngân hàng trung ương. Một số nhà kinh tế như Paul Krugman cho rằng quy mô kinh tế trong ngân hàng và trong các doanh nghiệp khác là đáng để bảo tồn, miễn là chúng được điều tiết tốt theo tỷ lệ tương ứng với đầu mối kinh tế của họ, và do đó tình trạng "quá lớn để thất bại" có thể được chấp nhận. Hệ thống kinh tế toàn cầu cũng phải đối phó với các quốc gia có chủ quyền quá lớn để sụp đổ.
Những người phản đối tin rằng một trong những vấn đề phát sinh là rủi ro đạo đức, theo đó một công ty được hưởng lợi từ các chính sách bảo vệ này sẽ tìm cách thu lợi từ nó, cố tình đảm nhận các vị trí (xem phân bổ tài sản) có lợi nhuận cao, vì họ có thể tận dụng những rủi ro này dựa trên ưu tiên chính sách mà họ nhận được. Thuật ngữ này đã nổi lên như là một vấn đề nổi bật trong cuộc thảo luận công khai kể từ cuộc khủng hoảng tài chính 2007-2008. Các nhà phê bình coi chính sách này là phản tác dụng và các ngân hàng lớn hoặc các tổ chức khác nên bị thất bại nếu quản lý rủi ro của họ không hiệu quả. Một số nhà phê bình, chẳng hạn như Alan Greenspan, tin rằng các tổ chức lớn như vậy nên cố tình chia tay: "Nếu chúng quá lớn để thất bại, thì chúng quá lớn". Hơn năm mươi nhà kinh tế, chuyên gia tài chính, ngân hàng, tập đoàn tài chính và ngân hàng nổi tiếng đã kêu gọi chia nhỏ các ngân hàng lớn thành các tổ chức nhỏ hơn.
Năm 2014, Quỹ Tiền tệ Quốc tế và các tổ chức khác cho biết vấn đề vẫn chưa được xử lý. Mặc dù các thành phần riêng lẻ của quy định mới đối với các ngân hàng quan trọng có hệ thống (yêu cầu vốn bổ sung, tăng cường giám sát và chế độ giải quyết) có thể làm giảm tỷ lệ mắc TBTF, nhưng thực tế là có một danh sách nhất định các ngân hàng quan trọng có hệ thống được coi là TBTF có tác động bù đắp một phần.